# آوالان (فلوریدا)
آوالان (به انگلیسی: Avalon) یک منطقهٔ مسکونی در ایالات متحده آمریکا است که در شهرستان سانتا امرسون، فلوریدا واقع شده‌است. آوالان ۶۷۹ نفر جمعیت دارد و ۳٫۰۵ متر بالاتر از سطح دریا قرار دارد.